# Gałąź

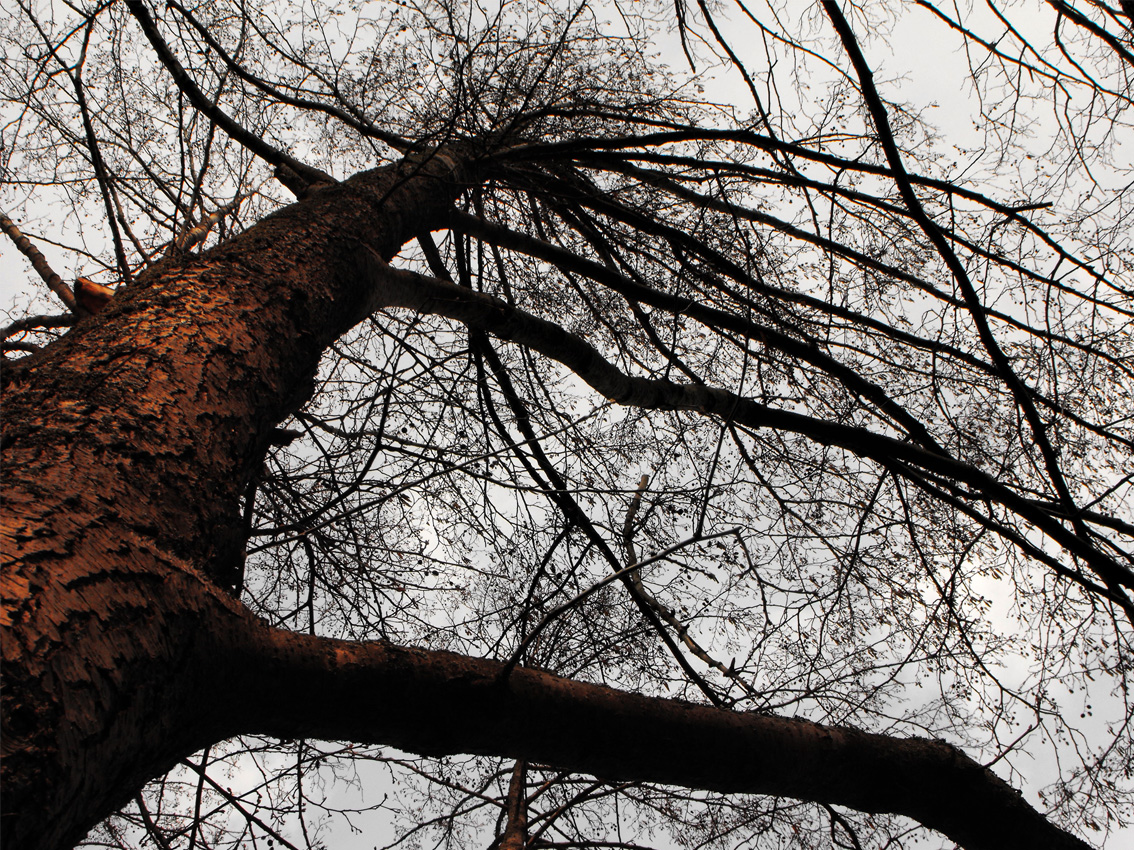

Gałąź – fragment pędu stanowiący boczne odgałęzienie pnia roślin drzewiastych. Grube gałęzie odchodzące bezpośrednio od pnia nazywane są konarami.
Sposób wzrostu gałęzi ma istotny wpływ na kształt korony drzewa. Zwykle kąt nachylenia gałęzi zmienia się od ostrego w górnej części korony, poprzez zbliżony do prostego w środkowej części korony, po opadające gałęzie w dolnej części. Położenie gałęzi ulega zmianie w trakcie ontogenezy. Młode odgałęzienia zwykle odrastają pod kątem ostrym w stosunku do pnia. W miarę wzrostu uginają się zwiększając kąt do rozwartego. Nierzadko końce gałęzi ponownie wznoszą się ku górze zapewniając liściom odpowiedni dostęp do światła.
Układ i kąt nachylenia gałęzi ma istotne znaczenie dla dostępu rośliny do wody opadowej. Drzewa o gałęziach wyrastających pod kątem ostrym zbierają wodę do środka korony po czym spływa ona po pniu. Dzieje się tak zwłaszcza u młodych drzew, o rozwijającym się dopiero systemie korzeniowym. W miarę wzrostu drzewa gałęzie odchylają się, dzięki czemu woda przenoszona jest na zewnątrz korony, czyli w strefę najsilniejszego rozwoju korzeni absorbujących.
Gałęzie odchylające się pod kątem ostrym są typowe dla drzew o koronie kopulastej, podczas gdy rozpostarte dla tych o pokroju stożkowatym (większość gatunków iglastych).
Poza kątami nachylenia istotny dla kształtu korony drzewa jest też sposób wyrastania w okółkach lub bezokółkowo. W pierwszym przypadku, typowym dla drzew iglastych, powstają korony bardziej symetryczne, a drewno ma regularnie rozmieszczone sęki. Ponieważ co roku powstaje jeden okółek gałęzi – po ich liczbie można określić wiek drzewa.
W gospodarce leśnej gałęzie stanowią surowiec na drewno opałowe (grubiznę jeśli mają do 30 cm średnicy i drobnicę do 7 cm, zwaną gałęziówką). Z gałęzi wyrabia się także zrębki przeznaczane na cele energetyczne.